# Masa no suspendida
En un vehículo terrestre con suspensión, la masa no suspendida está constituida por la masa de la amortiguación, ruedas u orugas y otros componentes directamente conectados a ellos, como rodamientos, neumáticos, amortiguadores y los frenos del vehículo si están incluidos fuera del chasis (p. ej., dentro de la llanta).
La masa del cuerpo y otros componentes soportados por la suspensión constituyen la masa suspendida. 

## Efectos de la masa no suspendida
La masa no suspendida de una rueda influye tanto en la capacidad de una rueda de seguir irregularidades, como en su capacidad de aislamiento de las vibraciones. Los baches y las imperfecciones de la superficie de la carretera causan una compresión del neumático, que da lugar a una fuerza sobre la masa no suspendida. Ésta responde a dicha fuerza con un movimiento propio, inversamente proporcional a su peso. Así, una rueda ligera actúa más rápido que una pesada frente a un bache, y tendrá más agarre al circular sobre esa superficie. Por esa razón, las ruedas ligeras se suelen utilizar en aplicaciones de alto rendimiento. En contraste, una rueda pesada que se mueva menos y más lentamente no absorbe tantas vibraciones y las irregularidades del asfalto se transfieren a la cabina, deteriorando así la comodidad.

## Cómo disminuir la masa no suspendida
El efecto de dicha masa se puede paliar solo reduciéndola. En los automóviles, se hace sustituyendo las llantas comunes de acero por otras, más ligeras, de aleación de aluminio o de magnesio. La tornillería que la sujeta puede ser de aluminio. Los frenos se pueden sustituir por unos cerámicos, que además tienen mejor rendimiento.